# Lomanius formosae
Lomanius formosae is een hooiwagen uit de familie Podoctidae.